# Nepomuceno (kommun)
Nepomuceno är en kommun i Brasilien.   Den ligger i delstaten Minas Gerais, i den sydöstra delen av landet, 700 km söder om huvudstaden Brasília. Antalet invånare är 25 721.
Följande samhällen finns i Nepomuceno:
- Nepomuceno

Omgivningarna runt Nepomuceno är huvudsakligen savann. Runt Nepomuceno är det ganska tätbefolkat, med 129 invånare per kvadratkilometer.